# Pteropus pelewensis
La volpe volante di Belau (Pteropus pelewensis Andersen, 1908) è un pipistrello appartenente alla famiglia degli Pteropodidi, endemico di Belau nell'Arcipelago della Micronesia.

## Descrizione

### Dimensioni
Pipistrello di medie dimensioni, con lunghezza dell'avambraccio tra 110 e 144 mm, la lunghezza della testa e del corpo tra 178 e 207 mm e un peso fino a 420 g.

### Aspetto
Il colore del dorso è marrone scuro, le parti ventrali più scure, ovunque densamente cosparse di peli argentati. Le spalle, i lati del collo e la nuca sono giallo-brunastre. La testa è marrone, cosparsa di peli grigiastri. Le orecchie sono di forma arrotondata e di dimensioni moderate. Nei maschi la pelliccia del mantello è più rigida ed oleosa. La tibia è priva di peli.

## Biologia

### Comportamento
Sebbene siano stati osservati mentre si nutrono vicino a villaggi o fattorie, non posano mai vicino ad insediamenti umani.

### Alimentazione
Si nutre di frutti del Mango, di Neisosperma oppositifolia, Terminalia catappa, Cycas circinalis, Intsia bijuga, varie specie di Ficus, Eugenia malaccensis, Gulubia palauensis  e Pandanus tectorius.

### Riproduzione
Le femmine, partoriscono un solo piccolo all'anno, nel mese di gennaio.

## Distribuzione e habitat
L'areale di questa specie è ristretto all'Isola di Belau nell'Arcipelago della Micronesia.
Probabilmente è presente anche sull'Atollo di Kayangel e sulle Isole di Sonsorol e Fanna.
Vive solitariamente o in piccoli gruppi, contenenti fino a 200 individui, nelle foreste tropicali umide e nelle foreste di palude fino a 200 metri di altitudine. Allo stesso modo possono riposare su alberi delle savane e delle mangrovie.

## Tassonomia
In accordo alla suddivisione del genere Pteropus effettuata da Andersen, P. pelewensis è stato inserito nello P. mariannus species Group, insieme a P. mariannus stesso, P. loochoensis, P. ualanus, P. tonganus e P. yapensis. Tale appartenenza si basa sulle caratteristiche di avere un ripiano basale nei premolari, cranio tipicamente pteropino e le spalle di un colore più brillante rispetto al resto del corpo.

## Conservazione
La IUCN Red List, considerato il fatto che è ancora comune all'interno del suo areale, ma pesantemente cacciato e con il suo Habitat in lento declino, classifica P. pelewensis come specie prossima alla minaccia di estinzione (Near Threatened).

La CITES ha inserito questa specie nell'appendice I.